# CSS-5

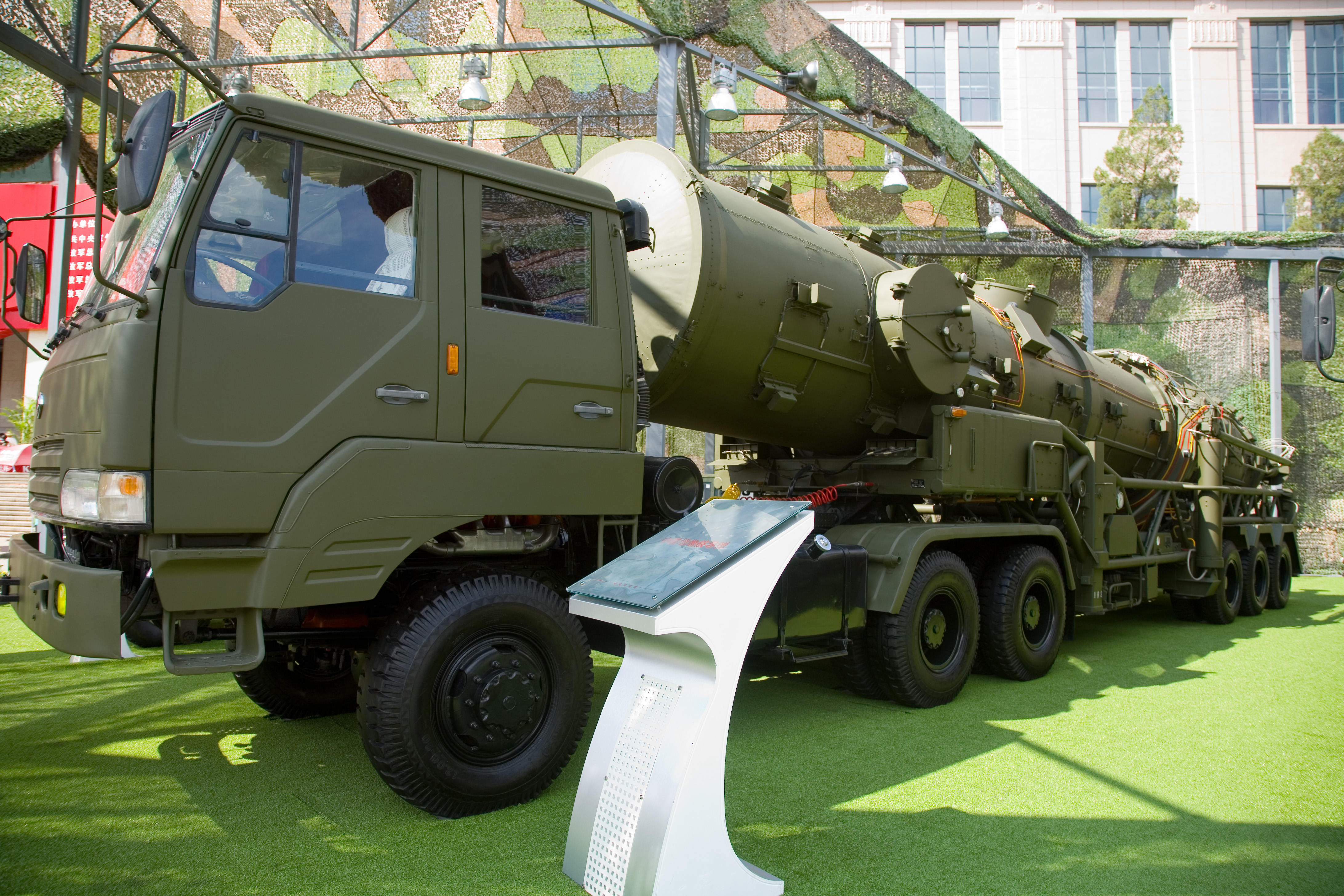
CSS-5-Start- und Transportfahrzeug

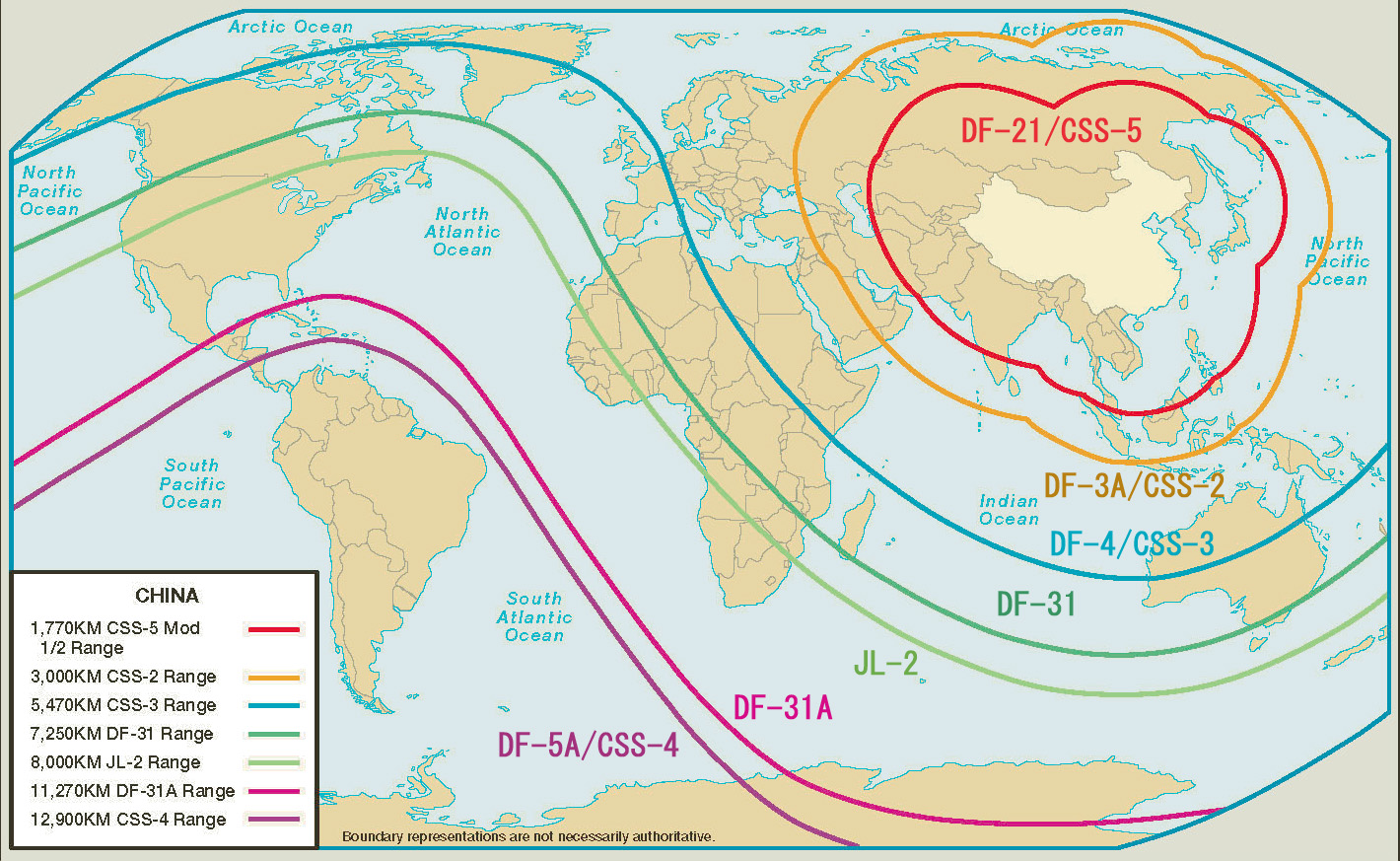
Vergleich der Reichweiten chinesischer ballistischer Raketen

Die CSS-5 ist eine mobile ballistische Mittelstreckenrakete der Volksrepublik China. Bei den chinesischen Streitkräften trägt die Rakete die Bezeichnung DF-21 oder Dongfeng 21.

## Varianten
Die Entwicklung der CSS-5 mod 1 durch die Akademie für Verteidigungstechnologie begann 1978. Die CSS-5 basiert auf der U-Boot-gestützten JL-1 SLBM.
Der erste Testflug erfolgte im Mai 1985. Die ersten Raketen wurden 1987 an die Volksbefreiungsarmee übergeben.
Die verbesserte Ausführung CSS-5 mod 2 wurde 1996 eingeführt. Diese Version verfügt über eine modifizierte Sprengkopfsektion sowie über ein verbessertes Lenksystem.
Die Ausführung CSS-5 mod 3 ist mit einem 2.000 kg schweren Splittergefechtskopf oder Streumunition ausgerüstet. Die Reichweite liegt bei 1.700 km.

### DF-21D

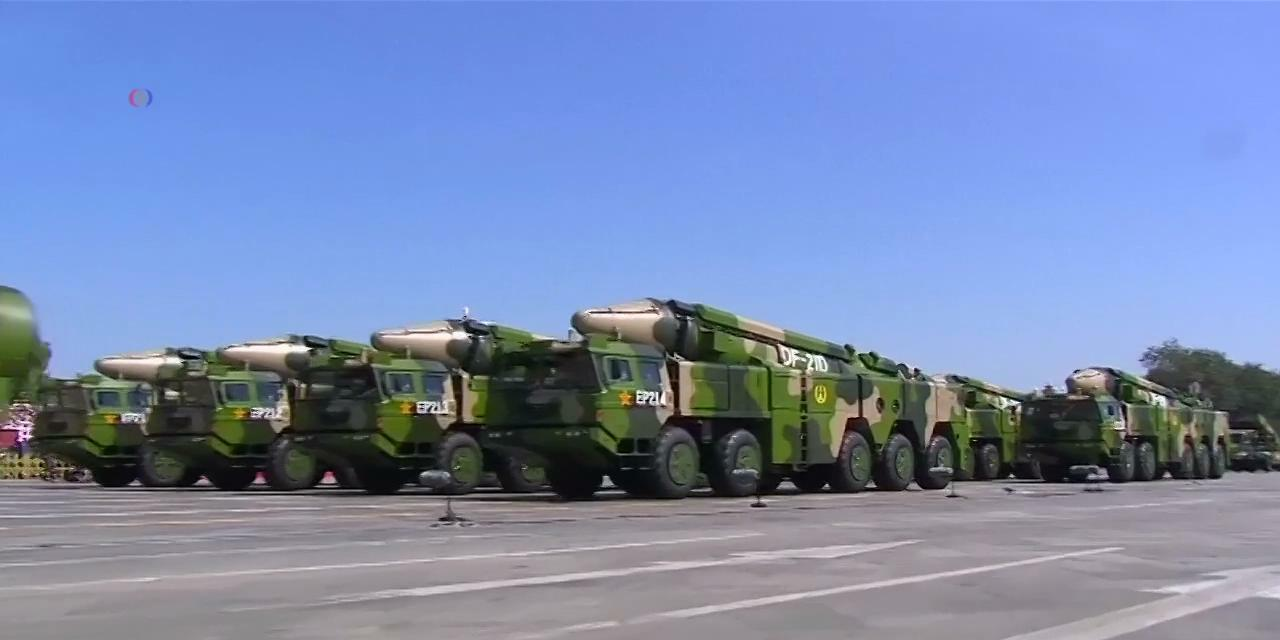
DF-21D (2015)

Die verbesserte Ausführung CSS-5 mod 4, auch bekannt als DF-21D ist eine ballistische Anti-Schiff-Rakete (engl. carrier killer), die einen direkten Angriff aus 1500 km Entfernung auf einen Flugzeugträger der United States Navy ermöglichen soll. Dies wurde im Januar 2011 demonstriert, als das ehemalige Bahnverfolgungsschiff Yuan Wang 4 bei einer Zielübung von einer Dongfeng 21D Rakete versenkt wurde,
was die militärische Überlegenheit auf See, insbesondere vor der chinesischen Küste bei Taiwan, nachhaltig verschob.

### DF-26

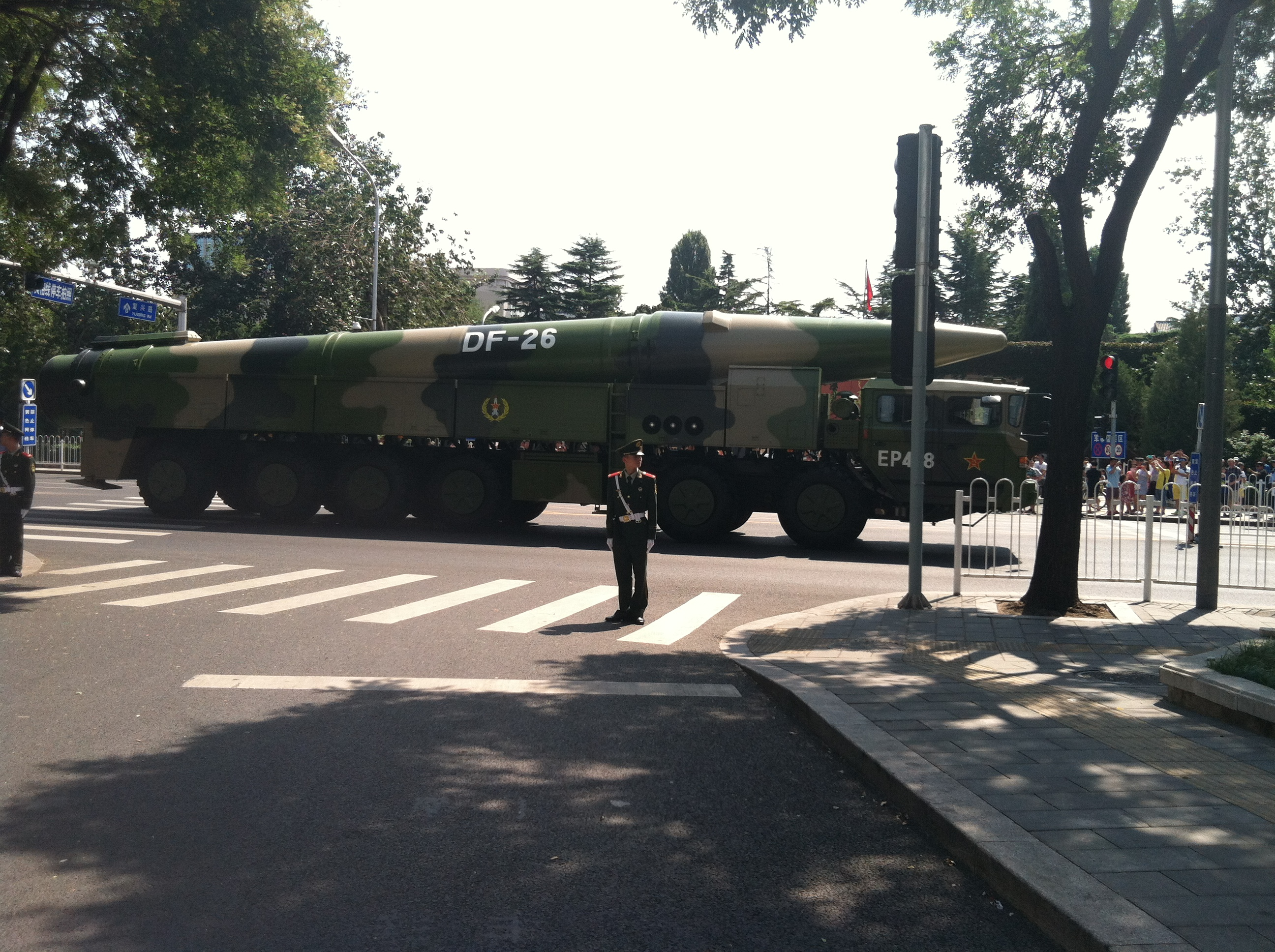
DF-26 bei einer Parade zum 70. Jahrestag des Endes des Zweiten Weltkrieges in Peking

DF-26 ist eine Weiterentwicklung der DF-21 und eine Mittelstreckenraketen größerer Reichweite (IRBM) von bis zu 3500 km, dessen Existenz erst nach 2010 bestätigt wurde. Diese Mittelstreckenrakete, die auch mit einem Nuklear-Gefechtskopf ausgerüstet werden kann, wurde im September 2015 auch auf der Militärparade gezeigt. An diesen Waffen sollen sich verschiedene Gefechtsköpfe besonders schnell austauschen lassen, was ihre Flexibilität erhöhe.

## CH-AS-X-13
Luftgestützte Version, die vom neuen Xian H-6N Bomberflugzeug geführt werden soll. Die Rakete hat eine Reichweite von bis zu 3.000 Kilometern und soll 2025 eingeführt werden. Sie besitzt zwei Feststoffraketentriebwerksstufen.

## Technik
Die CSS-5 ist eine zweistufige Feststoff-Rakete. Die Steuerung erfolgt mittels einer Trägheitsnavigationsplattform. Es wird eine Präzision (CEP) von 300 bis 400 m (je nach Schussdistanz) erreicht. Die verbesserte Ausführung CSS-5 mod 2 verfügt über ein GPS-Lenksystem und erreicht eine Treffergenauigkeit (CEP) von unter 100 m.
Die DF-21 Rakete ist in einem Start- und Transportbehälter untergebracht, welcher auf einem dreiachsigen Anhänger installiert ist. Der Anhänger wird von einem HY473 6×6-LKW gezogen. Die Ausführung DF-21C ist auf einem 10×10 LKW vom Typ WS-2500 installiert. Das System ist straßenmobil und daher schwierig zu lokalisieren. Somit ist eine präventive Bekämpfung schwierig. Es wird eine minimale Reaktionszeit aus der Fahrt bis zum Raketenverschuss von unter 40 Minuten erreicht. Mit dem mobilen System können die Raketen direkt in der Basis oder auf der Straße gestartet werden.

## Status & Verbreitung
- Volksrepublik China – Die Volksbefreiungsarmee verfügt über vier Brigaden mit insgesamt 75 bis 100 Raketen.
- Saudi-Arabien – Unbekannte Anzahl seit 2007 im Bestand.[11][12][13]

## Technische Daten
| System                   | Dongfeng 21 / DF-21           | Dongfeng 21A / DF-21A                                             | Dongfeng 21C / DF-21C                     | Dongfeng 21D / DF-21D | Dongfeng 26 / DF-26 | CH-AS-X-13                  |
| NATO-Code                | CSS-5 mod 1                   | CSS-5 mod 2                                                       | CSS-5 mod 3                               | CSS-5 mod 4           |                     |                             |
| Einführungsjahr          | 1985                          | 1996                                                              | 2006                                      | 2008                  |                     |                             |
| Antrieb                  | 2 Stufen mit Festtreibstoff   | 2 Stufen mit Festtreibstoff                                       |                                           |                       |                     | 2 Stufen mit Festtreibstoff |
| Länge                    | 10,70 m                       | 12,30 m                                                           |                                           |                       |                     |                             |
| Durchmesser              | 1.400 mm                      | 1.400 mm                                                          |                                           |                       |                     |                             |
| Gewicht                  | 14.700 kg                     | 15.200 kg                                                         |                                           |                       |                     |                             |
| Nutzlast                 | 600 kg                        | 500 kg                                                            | 2.000 kg                                  |                       |                     |                             |
| Sprengkopf               | Nuklear 200 oder 500 kT       | Nuklear variabel 20–150 kT, Splittergefechtskopf oder Submunition | Splittergefechtskopf oder Streumunition   |                       |                     | konventionell oder nuklear  |
| Einsatzreichweite        | 2.150 km                      | 2.500 km                                                          | 1.700 km                                  | 1.500 km              | 3.500 km            | 3.000 km max.               |
| Lenksystem               | Trägheitsnavigationsplattform | Trägheitsnavigationsplattform plus GPS                            | Trägheitsnavigationsplattform plus Beidou |                       |                     |                             |
| Treffergenauigkeit (CEP) | 300–600 m                     | 50–100 m                                                          | 30–40 m                                   |                       |                     |                             |